# Marcus Perperna (Konsul 92 v. Chr.)
Marcus Perperna (inschriftlich auch Perpenna; * ca. 147 v. Chr.; † 49 v. Chr.) war ein römischer Senator der späten Republik.
Er war Sohn des gleichnamigen Konsuls 130 v. Chr.; vermutlich war Gaius Perperna, Legat 90 v. Chr., sein Bruder. Marcus Perperna muss spätestens im Jahre 95 v. Chr. Prätor gewesen sein, da er Konsul (mit Gaius Claudius Pulcher) im Jahr 92 v. Chr. war. 86 v. Chr. wurde Perperna Zensor. Zusammen mit seinem Kollegen Lucius Marcius Philippus nahm er zum ersten Mal nach dem Bundesgenossenkrieg Italiker in das römische Bürgerrecht auf.
Perperna erreichte ein sehr hohes Alter und starb mit 98 Jahren; er soll alle überlebt haben, die im Jahr seines Konsulats Senatoren waren. Möglicherweise war Marcus Perperna, Prätor 82 v. Chr., Anhänger und Mörder des Quintus Sertorius, sein Sohn. Perpernas Tochter Perpennia wird für das Jahr 69 v. Chr. als Vestalin erwähnt.